# Куп Србије у фудбалу 2017/18.
Куп Србије у фудбалу 2017/18. је дванаесто такмичење организовано под овим називом од стране Фудбалског савеза Србије.

## Пропозиције такмичења

### Календар такмичења
- Претколо: 6. септембар 2017.
- Шеснаестина финала: 20. септембар 2017.
- Осмина финала: 25. октобар 2017.
- Четвртина финала: 14. март 2018.
- Полуфинале: 18. април 2018. (I утак.), 9. мај 2018. (II утак.)
- Финале: 23. мај 2018.

## Претколо
У претколу одиграном 6. септембра 2017. године састали су се победници куп такмичења по регионима и најслабије пласиране екипе из прошле сезоне у Првој лиги Србије. Игра се једна утакмица код првоименоване екипе. У случају нерешеног резултата после регуларног тока утакмице, одмах се изводе једанаестерци. Резултати постигнути након извођења једанаестераца приказани су у загради.
| Утак. | Клуб, Место            | Резултат  | Клуб, Место          |
| ----- | ---------------------- | --------- | -------------------- |
| 1.    | Раднички, Београд      | 0:0 (4:3) | Оџаци, Оџаци         |
| 2.    | Ртањ, Бољевац          | 2:2 (5:4) | ОФК Београд, Београд |
| 3.    | Полет 1980, Лапље Село | 3:1       | Колубара, Лазаревац  |
| 4.    | Златибор, Чајетина     | 4:1       | БСК Борча, Београд   |
| 5.    | Динамо 1945, Панчево   | 2:0       | ЧСК Пивара, Челарево |

## Шеснаестина финала
Жреб парова шеснаестине финала Купа Србије у сезони 2017/18. обављен је 14. септембра 2017. године.
Дванаест утакмица је одиграно 20. септембра 2017. године. Преостале четири утакмице (Слобода Ужице - Борац Чачак, Бежанија - Напредак, Црвена звезда - Динамо Врање и Ртањ - Партизан) биле су заказане за 11. октобар због одигравања заосталих утакмица у Суперлиги Србије. Игра се једна утакмица код првоименоване екипе. Према пропозицијама такмичења, уколико се утакмица заврши нерешеним резултатом, одмах ће се изводити једанаестерци. Резултати постигнути након извођења једанаестераца приказани су у загради.
| Утак. | Клуб, Место              | Резултат  | Клуб, Место                     |
| ----- | ------------------------ | --------- | ------------------------------- |
| 1.    | Слобода, Ужице           | 1:2       | Борац, Чачак                    |
| 2.    | Јавор Матис, Ивањица     | 2:0       | Синђелић, Београд               |
| 3.    | Будућност, Добановци     | 3:3 (4:2) | Вождовац, Београд               |
| 4.    | Полет 1980, Лaпље Село   | 1:8       | Спартак Ждрепчева крв, Суботица |
| 5.    | Бежанија, Београд        | 0:1       | Напредак, Крушевац              |
| 6.    | Јагодина, Јагодина       | 0:3       | Чукарички, Београд              |
| 7.    | Мачва, Шабац             | 0:0 (4:2) | Бачка, Бачка Паланка            |
| 8.    | Црвена звезда, Београд   | 5:0       | Динамо, Врање                   |
| 9.    | Динамо 1945, Панчево     | 1:2       | Војводина, Нови Сад             |
| 10.   | Раднички, Пирот          | 1:1 (6:5) | Нови Пазар, Нови Пазар          |
| 11.   | Златибор, Чајетина       | 0:0 (7:6) | Раднички, Ниш                   |
| 12.   | Раднички, Београд        | 0:1       | Младост, Лучани                 |
| 13.   | Земун, Београд           | 0:0 (5:6) | Рад, Београд                    |
| 14.   | Ртањ, Бољевац            | 0:3       | Партизан, Београд               |
| 15.   | Металац, Горњи Милановац | 1:2       | Пролетер, Нови Сад              |
| 16.   | Инђија, Инђија           | 0:0 (5:4) | Радник, Сурдулица               |

## Осмина финала
Жреб парова осмине финала Купа Србије у сезони 2017/18. обављен је 17. октобра 2017. године.
Пет утакмица је одиграно 25. октобра 2017. године. Преостале три утакмице (Спартак Ждрепчева крв - Мачва, Партизан - Рад и Борац Чачак - Црвена звезда) биле су заказане за 15. новембар због одигравања заосталих утакмица у Суперлиги Србије. Игра се једна утакмица код првоименоване екипе. Према пропозицијама такмичења, уколико се утакмица заврши нерешеним резултатом, одмах ће се изводити једанаестерци. Резултати постигнути након извођења једанаестераца приказани су у загради.
| Утак. | Клуб, Место                     | Резултат  | Клуб, Место            |
| ----- | ------------------------------- | --------- | ---------------------- |
| 1.    | Младост, Лучани                 | 4:0       | Пролетер, Нови Сад     |
| 2.    | Напредак, Крушевац              | 7:2       | Раднички, Пирот        |
| 3.    | Војводина, Нови Сад             | 6:1       | Будућност, Добановци   |
| 4.    | Инђија, Инђија                  | 0:3       | Јавор Матис, Ивањица   |
| 5.    | Златибор, Чајетина              | 0:1       | Чукарички, Београд     |
| 6.    | Спартак Ждрепчева крв, Суботица | 1:1 (5:6) | Мачва, Шабац           |
| 7.    | Партизан, Београд               | 3:0       | Рад, Београд           |
| 8.    | Борац, Чачак                    | 0:4       | Црвена звезда, Београд |

## Четвртфинале
Жреб парова четвртфинала Купа Србије у сезони 2017/18. обављен је 15. децембра 2017. године.
Сви мечеви су одиграни 14. марта 2018. године. Играла се једна утакмица код првоименоване екипе. Према пропозицијама такмичења, уколико се утакмица заврши нерешеним резултатом, одмах ће се изводити једанаестерци. Резултати постигнути након извођења једанаестераца приказани су у загради.
| Утак. | Клуб, Место          | Резултат  | Клуб, Место            |
| ----- | -------------------- | --------- | ---------------------- |
| 1.    | Јавор Матис, Ивањица | 0:2       | Партизан, Београд      |
| 2.    | Мачва, Шабац         | 0:0 (5:4) | Црвена звезда, Београд |
| 3.    | Напредак, Крушевац   | 0:2       | Чукарички, Београд     |
| 4.    | Војводина, Нови Сад  | 0:1       | Младост, Лучани        |

## Полуфинале
Жреб парова полуфинала Купа Србије у сезони 2017/18. обављен је 3. априла 2018. године.

### Прва утакмица
| Мачва          | 1 : 1 | Младост Лучани |
| -------------- | ----- | -------------- |
| Милинковић 26’ |       | Димић 35’      |

| Чукарички                                     | 4 : 2 | Партизан                      |
| --------------------------------------------- | ----- | ----------------------------- |
| Бојић 2’, 55’ · Кајевић 40’ · Мудрински 90+2’ |       | Радић (а.г.) 20’ · Пантић 44’ |

### Друга утакмица
| Младост Лучани                                          | 4 : 0 | Мачва |
| ------------------------------------------------------- | ----- | ----- |
| Тумбасевић 8’, 35’ · Пејовић 48’ (пен.) · Јовановић 76’ |       |       |

| Партизан                 | 2 : 0 | Чукарички |
| ------------------------ | ----- | --------- |
| Антонов 66’ · Илић 90+1’ |       |           |

## Финале
| Младост Лучани | 1 : 2 | Партизан                   |
| -------------- | ----- | -------------------------- |
| Тумбасевић 21’ |       | Јанковић 31’ · Здјелар 62’ |

| Победник Купа Србије у фудбалу 2017/18. |
| --------------------------------------- |
|                                         |
| ФК Партизан 6. титула                   |